# Hjalmar Andersson
Hjalmar Andersson (né le 13 juillet 1889 - mort le 2 novembre 1971) est un ancien athlète suédois spécialiste du cross-country.

## Palmarès

### Jeux olympiques d'été
- Athlétisme aux Jeux olympiques de 1912 à Stockholm, Suède
  -  Médaille d'argent du cross-country individuel
  -  Médaille d'or du cross-country par équipes